# Campionato africano femminile di pallavolo 1999
L'IX campionato africano femminile di pallavolo si è svolto nel 1999 a Lagos, in Nigeria. Al torneo hanno partecipato 4 squadre nazionali africane e la vittoria finale è andata per la terza volta alla Tunisia.

## Squadre partecipanti
- Camerun
- Guinea
- Nigeria
- Tunisia

## Classifica finale
| Classifica | Squadre |
| ---------- | ------- |
|            | Tunisia |
|            | Camerun |
|            | Nigeria |
| 4          | Guinea  |